# Eupithecia fossaria
Eupithecia fossaria es una especie de polilla de reciente descubrimiento de la familia Geometridae. La especie fue descrita por primera vez por William Warren habiendo sido descrita en 2022 con distribución en China. El holotipo de la especie fue hayada a 2000 metros (6561,7 pies) sobre el nivel del mar a poca distancia de la carretera entre Lushui y Gulang, en el sector del valle Nu Jiang, al noroeste de la provincia de Yunnan. La polilla es parte del grupo de especies Eupithecia fletcherata y de morfología muy similar a otra especie china, Eupithecia raniata.

## Descripción
Es una polilla pequeña con una envergadura de 18 milímetros (0,7 plg) y de color marrón. Su cabeza y noto cubiertos de escamas amarillentas.